# Liste der Kulturgüter im Kanton St. Gallen
Die Liste der Kulturgüter im Kanton St. Gallen bietet eine Übersicht zu Verzeichnissen von Objekten unter Kulturgüterschutz in den 77 Gemeinden des Kantons St. Gallen. Die Verzeichnisse enthalten Kulturgüter von nationaler, regionaler und lokaler Bedeutung.

## Geordnet nach Gemeinden in alphabetischer Reihenfolge
- Altstätten
- Amden
- Andwil
- Au
- Bad Ragaz
- Balgach
- Benken
- Berg
- Berneck
- Buchs
- Bütschwil-Ganterschwil
- Degersheim
- Diepoldsau *
- Ebnat-Kappel
- Eggersriet
- Eichberg
- Eschenbach
- Flawil
- Flums
- Gaiserwald
- Gams
- Goldach
- Gommiswald
- Gossau
- Grabs
- Häggenschwil
- Jonschwil
- Kaltbrunn
- Kirchberg
- Lichtensteig
- Lütisburg
- Marbach
- Mels
- Mörschwil
- Mosnang
- Muolen *
- Neckertal
- Nesslau
- Niederbüren
- Niederhelfenschwil
- Oberbüren
- Oberriet
- Oberuzwil
- Pfäfers
- Quarten
- Rapperswil-Jona
- Rebstein
- Rheineck
- Rorschach
- Rorschacherberg
- Rüthi
- Sargans
- Schänis
- Schmerikon
- Sennwald
- Sevelen
- St. Gallen
- St. Margrethen
- Steinach
- Thal
- Tübach
- Untereggen
- Uznach
- Uzwil
- Vilters-Wangs
- Waldkirch
- Walenstadt
- Wartau
- Wattwil
- Weesen
- Widnau
- Wil
- Wildhaus-Alt St. Johann
- Wittenbach
- Zuzwil

* Diese Gemeinde besitzt keine Objekte der Kategorien A oder B, kann aber (zzt. nicht dokumentierte) C-Objekte besitzen.